# 女神の瞳 〜Little Lullaby〜
「女神の瞳 〜Little Lullaby〜」（めがみのひとみ 〜リトルララバイ〜）は、1989年7月5日にNECアベニューから発売された川越美和の3枚目のシングルである。

## 概要
- 初のオリコントップ30入り。

## 収録曲
1. 女神の瞳 〜Little Lullaby〜
作詞：森浩美、作曲：都志見隆、編曲：新川博
2. AFTERNOON KISS
作詞：森浩美、作曲：吉実明宏、編曲：新川博

| スタブアイコン | サブスタブ | この項目は、まだ閲覧者の調べものの参照としては役立たない、シングルに関連した書きかけの項目です。この項目を加筆・訂正などしてくださる協力者を求めています（P:音楽/PJ:楽曲）。 |